# Luke Dommershuijzen
Pour les articles homonymes, voir Dommershuijzen.
Luke Dommershuijzen né le 11 avril 2002, est un joueur néerlandais de hockey sur gazon. Il évolue au poste de milieu de terrain au AH&BC Amsterdam et avec l'équipe nationale néerlandaise.

## Carrière
Il a fait ses débuts en équipe première le 1er juin 2022 à Nimègue contre l'Argentine lors de la Ligue professionnelle 2021-2022.

## Palmarès
- : 1er à la Ligue professionnelle 2021-2022.